# Grant Marshall (hockey sur glace)
Pour les articles homonymes, voir Grant Marshall.
Grant Marshall (né le 9 juin 1973 à Mississauga dans la province d'Ontario au Canada) est un joueur professionnel canadien de hockey sur glace. Il évoluait au poste d'ailier droit.

## Carrière en club
Il commence sa carrière professionnelle en 1990-91 en jouant dans la Ligue de hockey de l'Ontario pour les 67's d'Ottawa. Le 4 décembre 1990, Marshall reçoit une mise en échec par derrière  lors d'un match contre les Wolves de Sudbury. Il souffre alors de paralysie passagère.
En 1992, les Maple Leafs de Toronto le choisissent au cours du repêchage d'entrée dans la Ligue nationale de hockey en tant que 23e choix (première ronde).
Il ne rejoint pas pour autant la LNH mais reste jouer dans la LHO puis il joue dans la Ligue américaine de hockey et dans la Ligue internationale de hockey avant de faire ses débuts sur une patinoire de LNH en 1994-1995 avec les Stars de Dallas.
En 1998-1999, il gagne sa première Coupe Stanley puis sa seconde en 2003 avec les Devils du New Jersey qu'il venait de rejoindre après presque deux saisons avec les Blue Jackets de Columbus.
Pour la saison 2006-2007, il est affecté à l'équipe de ligue mineure associée à la franchise des Devils: les Devils de Lowell.

## Statistiques
Pour les significations des abréviations, voir Statistiques du hockey sur glace.
| Saison     | Équipe                    | Ligue      |     | Saison régulière | Saison régulière | Saison régulière | Saison régulière | Saison régulière |   | Séries éliminatoires | Séries éliminatoires | Séries éliminatoires | Séries éliminatoires | Séries éliminatoires |
| Saison     | Équipe                    | Ligue      | PJ  | B                | A                | Pts              | Pun              | PJ               | B | A                    | Pts                  | Pun                  |                      |                      |
| 1990-1991  | 67 d'Ottawa               | LHO        | 26  | 6                | 11               | 17               | 25               | 1                | 0 | 0                    | 0                    | 0                    |                      |                      |
| 1991-1992  | 67 d'Ottawa               | LHO        | 61  | 32               | 51               | 83               | 132              | 11               | 6 | 11                   | 17                   | 11                   |                      |                      |
| 1992-1993  | Royals de Newmarket       | LHO        | 31  | 12               | 25               | 37               | 85               | 7                | 4 | 7                    | 11                   | 20                   |                      |                      |
| 1992-1993  | Maple Leafs de Saint-Jean | LAH        | 2   | 0                | 0                | 0                | 0                | 2                | 0 | 0                    | 0                    | 2                    |                      |                      |
| 1992-1993  | 67 d'Ottawa               | LHO        | 30  | 14               | 28               | 42               | 83               | -                | - | -                    | -                    | -                    |                      |                      |
| 1993-1994  | Maple Leafs de Saint-Jean | LAH        | 67  | 11               | 29               | 40               | 155              | 11               | 1 | 5                    | 6                    | 17                   |                      |                      |
| 1994-1995  | Wings de Kalamazoo        | LIH        | 61  | 17               | 29               | 46               | 96               | 16               | 9 | 3                    | 12                   | 27                   |                      |                      |
| 1994-1995  | Stars de Dallas           | LNH        | 2   | 0                | 1                | 1                | 0                | -                | - | -                    | -                    | -                    |                      |                      |
| 1995-1996  | Stars de Dallas           | LNH        | 70  | 9                | 19               | 28               | 111              | -                | - | -                    | -                    | -                    |                      |                      |
| 1996-1997  | Stars de Dallas           | LNH        | 56  | 6                | 4                | 10               | 98               | 5                | 0 | 2                    | 2                    | 8                    |                      |                      |
| 1997-1998  | Stars de Dallas           | LNH        | 72  | 9                | 10               | 19               | 96               | 17               | 0 | 2                    | 2                    | 47                   |                      |                      |
| 1998-1999  | Stars de Dallas           | LNH        | 82  | 13               | 18               | 31               | 85               | 14               | 0 | 3                    | 3                    | 20                   |                      |                      |
| 1999-2000  | Stars de Dallas           | LNH        | 45  | 2                | 6                | 8                | 38               | 14               | 0 | 1                    | 1                    | 4                    |                      |                      |
| 2000-2001  | Stars de Dallas           | LNH        | 75  | 13               | 24               | 37               | 64               | 9                | 0 | 0                    | 0                    | 0                    |                      |                      |
| 2001-2002  | Blue Jackets de Columbus  | LNH        | 81  | 15               | 18               | 33               | 86               | -                | - | -                    | -                    | -                    |                      |                      |
| 2002-2003  | Blue Jackets de Columbus  | LNH        | 66  | 8                | 20               | 28               | 71               | -                | - | -                    | -                    | -                    |                      |                      |
| 2002-2003  | Devils du New Jersey      | LNH        | 10  | 1                | 3                | 4                | 7                | 24               | 6 | 2                    | 8                    | 8                    |                      |                      |
| 2003-2004  | Devils du New Jersey      | LNH        | 65  | 8                | 7                | 15               | 67               | -                | - | -                    | -                    | -                    |                      |                      |
| 2005-2006  | Devils du New Jersey      | LNH        | 76  | 8                | 17               | 25               | 70               | 7                | 0 | 1                    | 1                    | 8                    |                      |                      |
| 2006-2007  | Devils de Lowell          | LAH        | 59  | 8                | 16               | 24               | 31               | -                | - | -                    | -                    | -                    |                      |                      |
| 2007-2008  | Devils de Lowell          | LAH        | 66  | 5                | 32               | 37               | 24               | -                | - | -                    | -                    | -                    |                      |                      |
| Totaux LNH | Totaux LNH                | Totaux LNH | 700 | 92               | 147              | 239              | 793              | 90               | 6 | 11                   | 17                   | 95                   |                      |                      |